# モスクワ室内管弦楽団
モスクワ室内管弦楽団（モスクワしつないかんげんがくだん、ロシア語: Государственный академический камерный оркестр России, 英：Moscow Chamber Orchestra）は、ロシア・モスクワを本拠地とする室内オーケストラである。編成を拡大してフィルハーモニア・オブ・ロシア（英：Philharmonia of Russia）という名称でも活動している。

## 沿革
1955年にルドルフ・バルシャイにより国内のコンクール入賞者などをメンバーにして設立。設立当初の名前はモスクワ室内管弦楽団（ロシア語: Московский камерный оркестр）であり、その後、現在の「ロシア国立室内管弦楽団」に改称されたが、CDなどでは旧名でがそのまま使われることも多いようである。1969年にショスタコーヴィチの交響曲第14番「死者の歌」を初演するなど、当時のソ連を代表する室内オーケストラとして知られた。

## 組織・音楽監督
バルシャイの亡命後、1977年から1981年までイーゴリ・ベズロドニー、1986年から1991年までヴィクトル・トレチャコフ、1991年から2009年までコンスタンティン・オルベリアン、2010年からアレクセイ・ウトキンが音楽監督を務めている。

## 録音について
レコーディングはメロディア・レーベルに多数あり、バルシャイ指揮によるヴィヴァルディ、ウィーン古典派、そしてストラヴィンスキーやショスタコーヴィチ、ヴァーインベルグ、ロクシーンなどのロシア・ソヴィエト音楽が代表的なものである。